# Dolores Recordings
Dolores Recordings är ett svenskt skivmärke från Göteborg som ägs av EMI. Man har bland annat givit ut Håkan Hellström, Caesars, Broder Daniel, Teddybears STHLM, The Plan, Deportees, I'm from Barcelona, The Soundtrack of Our Lives och  Bad Cash Quartet.
Dolores Recordings grundades i slutet av 1970-talet av Lasse Otterström (som även drev butiken Dolores Serier i Göteborg åren 1976–2010). Bolaget var då inriktat mot hardcore, punk och metal. Verksamheten gick emellertid inget vidare och lades därför på is. I början av 1990-talet startades den på nytt av Isse Samie. Punk- metal- och hardcoremusiken hade nu fått ge vika för pop och rock. 2000 köpte EMI-ägda Virgin Records bolaget.

### Fotnoter
1. ↑  ”Dolores Recordings”. Discogs.com. http://www.discogs.com/label/Dolores+Recordings. Läst 16 maj 2012.
2. ↑  "SEPTEMBER 2010". optimalpress.com, 2010. Läst 18 april 2016.
3. ↑  ”Bio”. Dolores. http://www.doloresrecordings.com/omdolores.htm. Läst 16 maj 2012.